# Ian Charleson
Ian Charleson (Edimburgo, 11 agosto 1949 – Londra, 6 gennaio 1990) è stato un attore scozzese.

## Biografia
Nato e cresciuto a Edimburgo, Charleson frequentò la Royal High School e in seguito l'Università di Edimburgo. Inizialmente studiò architettura ma cambiò, ottenendo una laurea MA ("Master of Arts") in recitazione. Dopo essersi laureato, vinse un posto alla London Academy of Music and Dramatic Art.
Charleson è conosciuto principalmente per la sua interpretazione dell'atleta Eric Liddell nel film Momenti di gloria (1981). Altre sue importanti apparizioni furono nei film  Jubilee (1978), Gandhi (1982), nel ruolo del reverendo Charles Freer Andrews, e in Opera (1987), classico horror di Dario Argento.
Charleson morì di AIDS nel 1990, all'età di 40 anni, mentre stava recitando nella produzione di Richard Eyre Amleto all'Olivier Theatre. Sir Ian McKellen disse che Charleson interpretò Amleto così bene come se avesse provato questo ruolo tutta la vita.
In suo onore furono istituiti il premio "Ian Charleson Award", presentato annualmente dal 1991 per premiare le più classiche performance in Gran Bretagna degli attori sotto i 30 anni. Il centro contro l'HIV al Royal Free Hospital a Londra gli è stato intitolato in suo onore.

## Filmografia

### Cinema
- Jubilee, regia di Derek Jarman (1978)
- Momenti di gloria (Chariots of Fire), regia di Hugh Hudson (1981)
- Gandhi, regia di Richard Attenborough (1982)
- Ascendancy, regia di Edward Bennett (1983)
- Greystoke - La leggenda di Tarzan, il signore delle scimmie (Greystoke: The Legend of Tarzan, Lord of the Apes), regia di Hugh Hudson (1984)
- Car Trouble, regia di David Green (1986)
- Opera, regia di Dario Argento (1987)

### Televisione
- Amleto (Hamlet, Prince of Denmark), regia di Rodney Bennett - miniserie TV (1980)
- Tutto è bene quel che finisce bene (All's Well That Ends Well), regia di Elijah Moshinsky - miniserie TV (1981)
- Antonio e Cleopatra (Antony & Cleopatra), regia di Jonathan Miller - film TV (1981)
- The Search for Alexander the Great, regia di Peter Sykes - miniserie TV (1981)
- Reilly, l'asso delle spie (Reilly: Ace of Spies) - serie TV, 3 episodi (1983)
- Il tenente del diavolo (The Devil's Lieutenant), regia di John Goldschmidt - film TV (1984)
- La padrona del gioco (Master of the Game), regia di Kevin Connor e Harvey Hart - miniserie TV (1984)
- Louisiana (Louisiana), regia di Philippe de Broca e Etienne Périer - miniserie TV (1984)
- Il sole sorge ancora (The Sun Also Rises), regia di James Goldstone - miniserie TV (1984)

## Teatro
- Joseph and the Amazing Technicolor Dreamcoat, libretto di Tim Rice, colonna sonora di Andrew Lloyd Webber, regia di Frank Dunlop. Edinburgh Fringe di Edimburgo, The Roundhouse e Young Vic di Londra (1972)
- La commedia degli errori di William Shakespeare, regia di Frank Dunlop. Edinburgh Fringe di Edimburgo, Young Vic di Londra (1972)
- Ricorda con rabbia di John Osborne, regia di Bernard Goss. Young Vic di Londra (1973)
- La scelta di Hobson di Harold Brighouse, regia di Bernard Goss. Young Vic di Londra (1973)
- Rosencrantz e Guildenstern sono morti di Tom Stoppard, regia di Bernard Goss. Young Vic di Londra (1973)
- Molto rumore per nulla di William Shakespeare, regia di Frank Dunlop. Young Vic di Londra (1974)
- La bisbetica domata di William Shakespeare, regia di Frank Dunlop. Young Vic di Londra, Brooklyn Academy of Music di New York (1974)
- Scapino di Molière, regia di Frank Dunlop. Young Vic di Londra, Brooklyn Academy of Music di New York (1974)
- French Without Tears di Terence Rattigan, regia di Frank Dunlop. Young Vic di Londra, Brooklyn Academy of Music di New York (1974)
- La scuola della maldicenza di Richard Brinsley Sheridan, regia di Robert Lang. Tournée britannica (1974)
- Sei personaggi in cerca d'autore di Luigi Pirandello, regia di Richard Cottrell. Tournée britannica (1974)
- Amleto di William Shakespeare, regia di Richard Cottrell. Tournée britannica (1974)
- Otherwise Engaged di Simon Gray, regia di Harold Pinter. Oxford Playhouse di Oxford (1975), Richmond Theatre e Queen's Theatre di Londra (1976)
- Giulio Cesare di William Shakespeare, regia di John Schlesinger. National Theatre di Londra (1977)
- Volpone di Ben Jonson, regia di Peter Hall. National Theatre di Londra (1977)
- Notre-Dame de Paris da Victor Hugo, regia di Michael Bogdanov. National Theatre di Londra (1977)
- La tempesta di William Shakespeare, regia di Clifford Williams. Royal Shakespeare Theatre di Stratford-upon-Avon (1978), Aldwych Theatre di Londra (1979)
- La bisbetica domata di William Shakespeare, regia di Michael Bogdanov. Royal Shakespeare Theatre di Stratford-upon-Avon (1978), Aldwych Theatre di Londra (1979)
- Pene d'amor perdute di William Shakespeare, regia di John Barton. Royal Shakespeare Theatre di Stratford-upon-Avon (1978), Aldwych Theatre di Londra (1979)
- Piaf di Pam Gems, regia di Howard Davies. The Other Place di Stratford-upon-Avon (1978), Donmar Warehouse, Wyndham's Theatre e Aldwych Theatre di Londra (1979)
- Once in a Lifetime di Moss Hart e George Kaufman, regia di Trevor Nunn. Royal Shakespeare Theatre di Stratford-upon-Avon, Aldwych Theatre di Londra (1979)
- The Innocent di Tom McGrath, regia di Howard Davies. Donmar Warehouse di Londra (1979)
- Guys and Dolls, libretto di Abe Burrows e Jo Swerling, colonna sonora di Frank Loesser, regia di Richard Eyre. National Theatre di Londra (1982)
- Pazzo d'amore di Sam Shepard, regia di Peter Gill. National Theatre (1984) e Lyric Theatre di Londra (1985)
- After Aida di Julian Mitchell, regia di Howard Davies. Taliesin Theatre di Swansea (1985) e Old Vic di Londra (1986)
- Cricket libretto di Tim Rice, colonna sonora di Andrew Lloyd Webber, regia di Trevor Nunn. Castello di Windsor (1986)
- La gatta sul tetto che scotta di Tennessee Williams, regia di Howard Davies. National Theatre di Londra (1988)
- Bent di Martin Sherman, regia di Sean Mathias. Adelphi Theatre di Londra (1988)
- Amleto di William Shakespeare, regia di Richard Eyre. National Theatre di Londra (1989)

## Doppiatori italiani
Nelle versioni in italiano delle opere in cui ha recitato, Ian Charleson è stato doppiato da:
- Roberto Del Giudice in Momenti di gloria
- Roberto Chevalier in Gandhi
- Piero Tiberi in Greystoke - La leggenda di Tarzan, il signore delle scimmie
- Sergio Di Stefano in Opera
- Giorgio Locuratolo in Amleto
- Gianni Giuliano in Tutto è bene quel che finisce bene
- Rodolfo Baldini in Antonio e Cleopatra
- Oreste Rizzini in Reilly, l'asso delle spie
- Romano Malaspina in La padrona del gioco
- Luciano Roffi in Louisiana
- Renato Cortesi in Il sole sorge ancora
- Luca Ferrante in Tutto è bene quel che finisce bene (ridoppiaggio)